# Carpoforo Mazzetti Tencalla
Carpoforo Antonio Salvatore Mazzetti Tencalla (né 13 août 1685 à Bissone et mort en 1743 à Venise) est un peintre, sculpteur et stucateur suisse.

## Biographie
Petit-fils de Carpoforo Tencalla, il s'installe très jeune à Venise pour entrer dans l'atelier d'Abbondio Stazio.
Il collaborera avec son maître tout au long de sa vie artistique, travaillant dans de nombreux palais de la cité des Doges.